# Belgrade (Maine)
Belgrade es un pueblo ubicado en el condado de Kennebec en el estado estadounidense de Maine. En el Censo de 2010 tenía una población de 3.189 habitantes y una densidad poblacional de 21,25 personas por km².

## Geografía
Belgrade se encuentra ubicado en las coordenadas 44°31′23″N 69°50′15″O / 44.52306, -69.83750. Según la Oficina del Censo de los Estados Unidos, Belgrade tiene una superficie total de 150.05 km², de la cual 112 km² corresponden a tierra firme y (25.36%) 38.05 km² es agua.

## Demografía
Según el censo de 2010, había 3.189 personas residiendo en Belgrade. La densidad de población era de 21,25 hab./km². De los 3.189 habitantes, Belgrade estaba compuesto por el 98.31% blancos, el 0.19% eran afroamericanos, el 0.13% eran amerindios, el 0.06% eran asiáticos, el 0% eran isleños del Pacífico, el 0% eran de otras razas y el 1.32% pertenecían a dos o más razas. Del total de la población el 0.5% eran hispanos o latinos de cualquier raza.